# Somatidia fulvipes
Somatidia fulvipes là một loài bọ cánh cứng trong họ Cerambycidae.